# Mausolée de Dai Anga
 (mars 2025).
Le  Mausolée de Dai Anga  est un tombeau de la dynastie moghole, situé à Lahore dans le Pendjab, au Pakistan. 
Il s’agissait initialement d’édifice qui marquait de l’entrée d’un jardin, qui fut reconvertit en 1671 pour Dai Anga, la nourrice de l’empereur Shah Jahan.

## Référence
- (en) K. Mumtaz, Architecture in Pakistan, Mimar Book, Butterworth Architecture, 1985, PP86-87.